# Bill Smith (Klarinettist)
William Overton „Bill“ Smith (* 22. September 1926 in Sacramento; † 29. Februar 2020 in Seattle) war ein US-amerikanischer (Jazz)-Klarinettist und Komponist (vor allem Cool Jazz, Third Stream). Er war einer der ersten Klarinettisten, die Multiphonics auf der Klarinette entwickelten.

## Leben und Wirken
Smith wuchs in Oakland auf und lernte schon mit zehn Jahren Klarinette (nach dem Vorbild von Benny Goodman), spielte als Jugendlicher ab dreizehn Jahren in einer Tanzband (gegründet nach dem Vorbild von Stan Kenton) und spielte auf der High School in einem klassischen Jugendorchester (Oakland Symphony). Er studierte an der Juilliard School Komposition (während er gleichzeitig in Jazzclubs der 52nd Street Jazz spielte) und danach auf dem Mills College in Oakland (bei Darius Milhaud) mit dem Master-Abschluss in Musik 1951. Neben Milhaud gehörte auch Roger Sessions zu seinen Lehrern.
Am Mills College war Dave Brubeck sein Kommilitone, mit dem er ein Oktett bildete und noch als Student 1947 bis 1951 spielte und Aufnahmen machte. Danach lehrte er an der University of Southern California. Nach seinem Abschluss am Mills College gewann er den Prix de Paris, was ihm einen zweijährigen Aufenthalt am Pariser Konservatorium ermöglichte. Der Gewinn des Prix de Rome 1957 ermöglichte ihm einen einjährigen Rom-Aufenthalt, wo er erweiterte Spieltechniken für die Klarinette entwickelte (Smith-Multiphonics), nachdem er Severino Gazzellonis ähnliche Arbeit auf der Flöte gehört hatte. 1957/58 nahm er in Los Angeles mit Shelly Manne seine Komposition Concerto for Clarinet and Combo und mit Red Norvo seine Komposition Divertimento auf. Außerdem spielte er in der Zeit von 1959 bis 1961 mehrmals mit dem Dave Brubeck Quartet, wo er für Paul Desmond einsprang. Smith komponierte auch für Brubeck, etwa für das gemeinsame Album Near Myth. Schon 1947 nahm er mit Brubecks Oktett seine Komposition Schizophrenic Scherzo auf, eine der frühesten Third-Stream-Kompositionen.
Smith gehörte zu den frühesten Interpreten, die Multiphonics als neues Klangmittel für die Klarinette verwendeten. Seine kammermusikalischen Werke aus den frühen 1960er Jahren nutzten diese Techniken (und notierten sie genau). Als Interpret stellte er eine Reihe Werke anderer Komposten vor, die diese Klangcharakteristika verwendeten, etwa in John Eatons Concert Music for Solo Clarinet, Gunther Schullers Episodes, Larry Austins Current for Clarinet and Piano, Pauline Oliveros’ The Wheel of Fortune oder Luigi Nonos A Floresta é Jovem e Cheja de Vida. Er gewann 1960 ein Guggenheim-Stipendium, wonach er 1960 bis 1966 überwiegend in Rom verbrachte.
Smith gründete zusammen mit John Eaton das American Jazz Ensemble, mit dem er in Europa und den USA tourte und Aufnahmen machte. Gemeinsam führten sie eine Komposition für vorproduziertes Tonband und Jazzcombo auf und stellten den von Paul Ketoff entwickelten frühen Synthesizer Synket vor. Er ist auch auf der LP Americans in Europe, Volume 1 (Impulse!, einem Mitschnitt von einem SWF-Konzert in Koblenz, initiiert von Joachim Ernst Berendt) von 1963 mit seinem Bill Smith Quintet, in dem Herb Geller, Jimmy Gourley (g), Joe Harris (dr) und Bob Carter (b) spielten, zu hören, wo er Bop-orientierte Musik präsentierte. Auch seine Zusammenarbeit mit Brubeck setzte sich in den 1960er Jahren fort. Mit dem Orchestra USA nahm er seine Third-Stream-Komposition Concerto for Jazz soloist and Orchestra in den 1960er Jahren auf. 1965 widmete ihm Elias Gistelinck seine Five Portraits for clarinet solo.
Ab 1966 leitete er die Contemporary Music Group an der University of Washington in Seattle. Er leitete die Gruppe teilweise mit dem Posaunisten Stuart Dempster bis zu seinem Teil-Ruhestand in den 1990er Jahren. 1981 nahm er mit Enrico Pieranunzi auf und in der ersten Hälfte der 1980er Jahre arbeitete er erneut mit Dave Brubeck.
Er komponierte auch klassische Musik (mit Jazzelementen) unter dem Namen William O. Smith.
Smith lehrte auch an der Universität Berkeley. 1964 erhielt er die Artist deserving wider recognition Auszeichnung der Down-Beat-Kritikerpolls.

## Werke
- Concerto for Clarinet and Combo (aufgenommen mit Shelly Manne)
- Schizophrenic Scherzo, for clarinet, alto saxophone, tenor saxophone, trumpet, and trombone (1947)
- Concerto for trombone and chamber orchestra (1959)
- Five Pieces for Solo Clarinet  (1959)
- Duo, for clarinet and tape (1960)
- Five Pieces, for flute and clarinet (1961)
- Concerto for Jazz Soloist and Orchestra (1962)
- Variants, for solo clarinet (1963)
- Mosaic, for clarinet and piano (1964)
- Random Suite, for clarinet and tape (1965)
- Elegy for Eric (1966)
- Quadri, for jazz ensemble and orchestra (1968)
- Chronos, for string quartet (1975)
- Five, for brass quintet (1976)
- Five Fragments, for double clarinet (1977)
- Intermission, for soprano, SATB choir, and various instruments (1978)
- Musing, for 3 clarinets and optional dancers (1983)
- Illuminated Manuscript, for wind quintet and computer graphics (1987)
- Jazz Set, for violin and wind quintet (1991)
- Epitaphs, for double clarinet (1993)
- Ritual, for double clarinet (two clarinets, one player), tape, and projections (1993)
- Soli, for flute, clarinet, violin, and cello (1993)
- Five Pages, for 2 clarinets and computer (1994)
- Duet in Two Tempos, for 2 clarinets (1996)
- Explorations, for clarinet and chamber orchestra (1998)

## Diskographie

### Aufnahmen unter eigenem Namen
- 1958 String Quartet/Capriccio for Violin & Piano/Suite for Violin & Clarinet (Stereo Records)
- 1961 Folk Jazz (Contemporary), mit Jim Hall, Monty Budwig, Shelly Manne
- 1961 Dave Brubeck/Bill Smith Near Myth (Fantasy)
- 1962 The American Jazz Ensemble in Rome: New Sounds Old World (RCA Victor)
- 1963 Four Chamber Works (Contemporary)
- 1963 The American Jazz Ensemble: New Dimensions (Epic), mit John Eaton, Richard Davis, Paul Motian
- 1963 Americans in Europe Vol. 1 (Impulse!), Kompilation, u. a. mit Bill Smith Quintet (mit Herb Geller, Jimmy Gourley, Bob Carter, Joe Harris)
- 1974 Two Sides of Bill Smith (Composers Recordings Inc.), u. a. mit Eric Dolphy, Richard Davis, Mel Lewis
- 1977 Sonorities (CRI), mit Richard Suderberg, Enrico Pieranunzi, Giovanni Tommaso, Pepito Pignatelli
- 1977  Milton Babbitt / Leslie Bassett / William O. Smith / Charles Wuorinen New Music for Virtuosos (New World)
- 1977 Grand Duo Concertant, Op. 48/Five Pieces (For Clarinet Alone)/Six German Songs, Op. 103 with Carl Maria von Weber, Louis Spohr, Melvin Warner, Allan Dameron, Diane Ragains (Crystal)
- 1978 Colours (Edi-Pan), mit Enrico Pieranunzi, Bruno Tommaso, Roberto Gatto
- 1996 Soni Ventorum Wind Quintet plays William O. Smith (b. 1926) and Arnold Schoenberg (1874–1951) (Musical Heritage Society)
- 1998 New Music for Virtuosos mit Leslie Bassett, Ralph Shapey, Harvey Sollberger, Robert Erickson, Andrew Imbrie, Robert Hall Lewis, Robert Morris (New World)
- 2001 Solo Music (Ravenna Editions)
- 2004 Bill Smith Meets Gianmarco Lanza (Helikonia)
- 2005 Bill Smith & Gianmarco Lanza Concert for Mirella (Mox Jazz)
- 2013 Christian Asplund, John Butcher, Stuart Dempster, Malcolm Goldstein, Steve Ricks, LaDonna Smith, William O. Smith The Laycock Duos (Comprovise)

### Aufnahmen als Sideman
Mit Dave Brubeck
- The Dave Brubeck Octet (Fantasy OJC, 1950)
- The Riddle (1960)
- Brubeck à la mode (Columbia, 1960)
- Concord on a Summer Night (Concord, 1982)
- Moscow Night (Concord, 1988)
- Once When I Was Very Young (1991)

Mit Harold Farberman, Gunther Schuller
- Dedicated to Dolphy (Cambridge, 1966)

Mit Barney Kessel
- Barney Kessel Plays Carmen (Contemporary, 1959)

Mit Karin Krog
- NDR Jazz Workshop '67 : Eleven Around Karin (1967)

Mit Shelly Manne
- Concerto for Clarinet & Combo (Contemporary, 1957)

Mit dem NDR Workshop
- NDR Jazz-Werkstatt – '66 (1966)

Mit Luigi Nono
- A Floresta é Jovem e Cheja de Vida (Harmonia Mundi, 1977)
- Voices of Protest (Mode, 2000)

Mit Red Norvo
- Music to Listen to Red Norvo By (Contemporary, 1957)

Mit Armando Trovajoli
- The Beat Generation (RCA, 1960)

## Lexikalischer Eintrag
- Leonard Feather, Ira Gitler: The Biographical Encyclopedia of Jazz. Oxford University Press, New York 1999, ISBN 0-19-532000-X.
- The New Grove Dictionary of Jazz, 1996